# Gianfranco Brancatelli

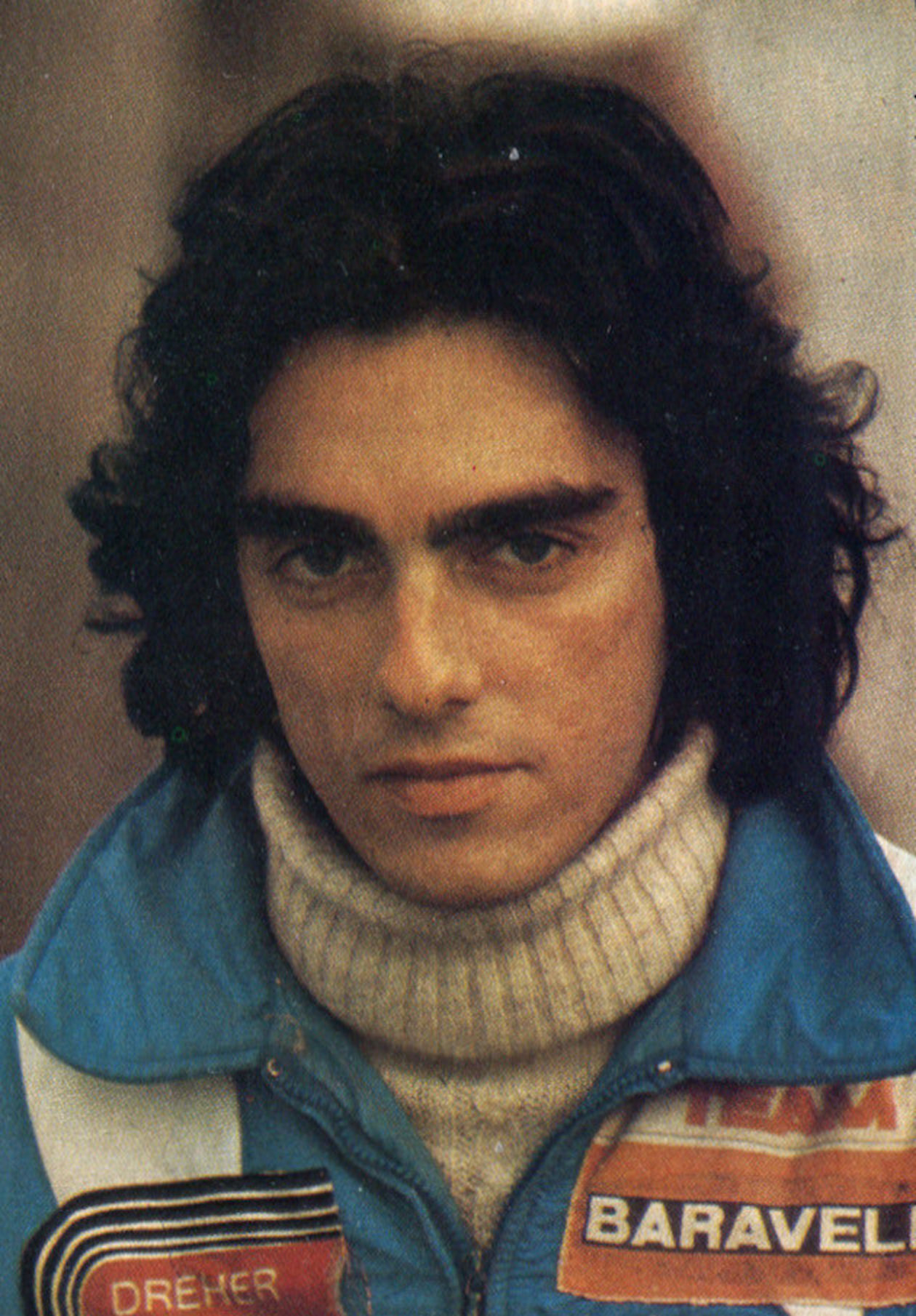
Gianfranco Brancatelli

Gianfranco Brancatelli (Turijn, 18 januari 1950) is een voormalig autocoureur uit Italië. Hij heeft zich ingeschreven voor 3 Formule 1-races in 1979 voor de teams Kauhsen en Merziaro, maar bij geen van allen slaagde hij erin om zich te kwalificeren.
Na zijn vertrek uit de Formule 1 stapte Brancatelli over naar de touring cars met enig succes. Samen met de Zweed Thomas Lindström won hij het European Touring Car Championship in 1985 in een Volvo 240 Turbo, waarbij zij zes van de veertien races wonnen. Vervolgens reed hij in dezelfde klasse een Rover Vitesse in 1986. In 1987 reed hij in het WTCC een BMW M3 in 1987, waar hij samen met voormalig Formule 1-coureur Johnny Cecotto de 500 km van de Bourgogne won op Dijon-Prenois. Hij eindigde als negende in dat kampioenschap en als vijfde in het ETCC van 1987. In 1988 won Brancatelli ook het Italiaanse Touring Car Championship in een Alfa Romeo 75.
Behalve zijn succes in het ETCC in 1985, waren Brancatelli's grootste successen de overwinning in de Guia Race van Macau in 1985 in een Volvo 240 Turbo en de 24 uur van Spa-Francorchamps in 1989 in een Ford Sierra RS500 naast Bernd Schneider en Win Percy. Hij zou doorgaan met racen tot zijn pensioen aan het eind van de jaren 90.